# (28143) 1998 TK5
(28143) 1998 TK5 est un astéroïde de la ceinture principale d'astéroïdes découvert en 1998.

## Description
(28143) 1998 TK5 a été découvert le 13 octobre 1998 à Višnjan, une municipalité située dans le comitat d'Istrie en Croatie, par Korado Korlević.

### Caractéristiques orbitales
L'orbite de cet astéroïde est caractérisée par un demi-grand axe de 2,41 UA, un périhélie de 2,21 UA, une excentricité de 0,08 et une inclinaison de 7,23° par rapport à l'écliptique. Du fait de ces caractéristiques, à savoir un demi-grand axe compris entre 2 et 3,2 UA et un périhélie supérieur à 1,666 UA, il est classé, selon la JPL Small-Body Database, comme objet de la ceinture principale d'astéroïdes.

### Caractéristiques physiques
(28143) 1998 TK5 a une magnitude absolue (H) de 14,3 et un albédo estimé à 0,250.